# José Vanzzino
José Vanzzino fue un futbolista uruguayo que jugaba en la posición de half o marcador de punta (actual lateral). Fue nueve veces campeón uruguayo con el Club Nacional de Football. También tuvo destacadas actuaciones en la Selección de fútbol de Uruguay, con la cual ganó tres Copas América.

## Selección nacional
Fue internacional con la selección de Uruguay desde 1915 hasta 1927 disputando un total de 38 partidos.

### Participaciones en Copa América
| Copa              | Sede      | Resultado  | Partidos | Goles |
| ----------------- | --------- | ---------- | -------- | ----- |
| Copa América 1916 | Argentina | Campeón    | 1        | 0     |
| Copa América 1917 | Uruguay   | Campeón    | 3        | 0     |
| Copa América 1919 | Brasil    | Subcampeón | 4        | 0     |
| Copa América 1922 | Brasil    | 3° puesto  | 4        | 0     |
| Copa América 1926 | Chile     | Campeón    | 4        | 0     |
| Copa América 1927 | Perú      | Subcampeón | 3        | 0     |

## Clubes
| Equipo   | País    | Periodo   |
| -------- | ------- | --------- |
| Bristol  | Uruguay | 1911      |
| Nacional | Uruguay | 1912—1930 |

## Palmarés

### Campeonatos nacionales
| Título                  | Club     | País    | Año  |
| ----------------------- | -------- | ------- | ---- |
| Campeonato Uruguayo (1) | Nacional | Uruguay | 1912 |
| Campeonato Uruguayo (2) | Nacional | Uruguay | 1915 |
| Campeonato Uruguayo (3) | Nacional | Uruguay | 1916 |
| Campeonato Uruguayo (4) | Nacional | Uruguay | 1917 |
| Campeonato Uruguayo (5) | Nacional | Uruguay | 1919 |
| Campeonato Uruguayo (6) | Nacional | Uruguay | 1920 |
| Campeonato Uruguayo (7) | Nacional | Uruguay | 1922 |
| Campeonato Uruguayo (8) | Nacional | Uruguay | 1923 |
| Campeonato Uruguayo (9) | Nacional | Uruguay | 1924 |

### Campeonatos internacionales
| Título       | Equipo  | Sede      | Año  |
| ------------ | ------- | --------- | ---- |
| Copa América | Uruguay | Argentina | 1916 |
| Copa América | Uruguay | Uruguay   | 1917 |
| Copa América | Uruguay | Chile     | 1926 |

## Curiosidades
- Es uno de los futbolistas que más campeonatos uruguayos ganó para el Club Nacional de Football, con 9 conquistas en su haber.
- Es el futbolista que más años consecutivos jugó activamente para el Club Nacional de Football, con 19 años. Años después, Héctor Scarone totalizó 20 años jugando para Nacional, aunque no todos ellos en forma activa.